# کانتا ناگاکاوا
کانتا ناگاکاوا (ژاپنی: 永川 寛太؛ زادهٔ ۲۰ ژوئن ۲۰۰۲) یک بازیکن فوتبال اهل ژاپن است.
از باشگاه‌هایی که در آن بازی کرده‌است می‌توان به باشگاه فوتبال گامبا اوساکا اشاره کرد.